# Renato Leduc
Renato Leduc (Tlalpan, Ciudad de México, 16 de noviembre de 1897- Ciudad de México, 2 de agosto de 1986) fue un escritor y poeta mexicano.

## Biografía

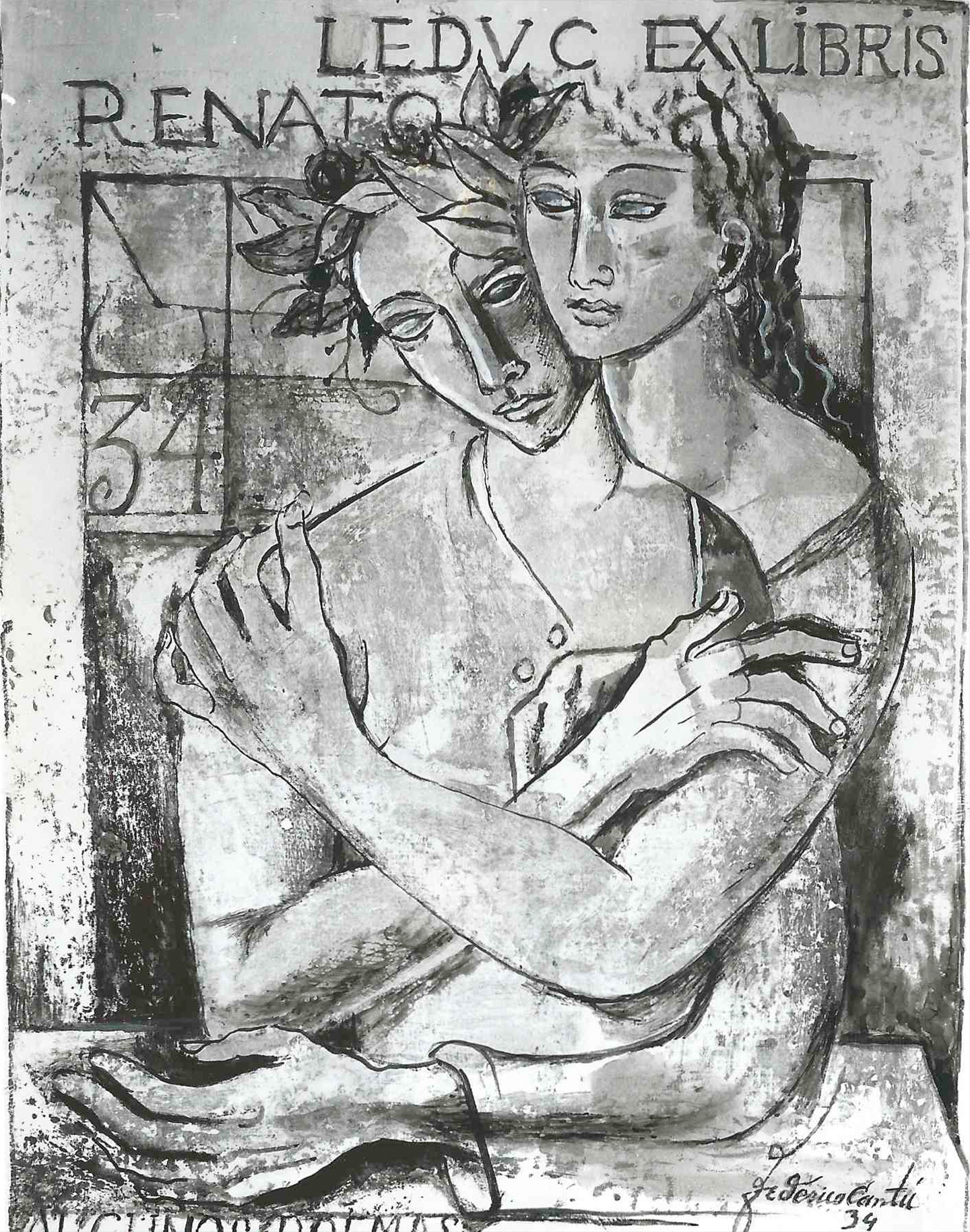
Ilustración para Poemas en París, por Federico Cantú.

Su padre fue el escritor mexicano Alberto Leduc. Le tocó vivir en su infancia y juventud algunas vicisitudes de la Revolución mexicana, durante la cual laboró como telegrafista de la División del Norte comandada por el general insurgente Francisco Villa. 
Fue también periodista, pero antes de hacerse poeta, fue viajante de a pie, ferrocarril, camión o tranvía, aeroplano, o montando a caballo, según lo afirma José Alvarado en la solapa de una especie de biografía que le escribió José Ramón Garmabella titulada Renato por Leduc y publicada por la editorial Océano en 1983. Tenía fama de ser "muy mal hablado" siendo capaz de decir tres groserías por cada dos palabras que pronunciaba. Comisionado por la Secretaría de Hacienda y Crédito Público, vivió en París por alrededor de siete años, y regresó a México después de vivir unos meses en Nueva York. En sus días de París se relacionó con el grupo de Artistas de Montparnasse: Antonin Artaud, André Breton, Paul Eluard, Alice Prin (Kiki de Motparnasse). Y entre ellos personajes de la talla de Alfonso Reyes, Federico Cantú, pero su mundo de amistades se extendió siempre desde la gente de barrio hasta políticos, artistas de cine, toreros y periodistas, entre los cuales estaban Federico Cantú Garza, Luis Cardoza y Aragón, Carlos Bracho, Leonora Carrington.
Estuvo casado con la pintora surrealista de origen británico Leonora Carrington. Este matrimonio tuvo como fin más que nada ayudarle a ella a huir de la persecución nazi, a la cual fue sometida por haber sido la pareja sentimental de Max Ernst. Desde entonces (1942) hasta su muerte (mayo de 2011) Carrington vivió en la Ciudad de México. Leduc también fue amigo de la periodista Elena Poniatowska, el premio Nobel Octavio Paz, La Diva del cine mexicano María Félix, de quien se dice le propuso matrimonio, y del llamado músico-poeta Agustín Lara. Leduc falleció en 1986.
Fue un poeta popular famoso por su soneto del tiempo, cuyo título es "Aquí se habla del tiempo perdido que, como dice el dicho, los santos lo lloran", y que afirmó haber escrito cuando alguien lo retó a hacer unos versos relacionados con el tiempo, sabiendo que esta palabra no tiene otras consonantes (que hagan rima con ella) en español. Su obra literaria, sin embargo, es mucho más amplia, y en ella destaca El aula, etc... (1929), que no obstante ser su primer libro es quizá el más emblemático y redondo, por la síntesis de humor y melancolía, erotismo, lenguaje coloquial, albur, rima bilingüe y obscena, etc. Un balance de su escritura (no incluida la periodística, que es muy vasta), se halla en el estudio que acompaña a la edición de su Obra literaria. El soneto del tiempo ha sido incluso musicalizado, con su famoso inicio "Sabia virtud de conocer el tiempo...". Mucha de su obra tiene un sentido erótico, cuando no es francamente directa y explícita en estos temas. En el ámbito periodístico publicó diversas columnas en los diarios Excélsior, Últimas Noticias, Ovaciones, ESTO y Siempre!, entre otras.

## Obra publicada
Poesía
- El aula, etc. (1929)
- Algunos poemas deliberadamente románticos y un prólogo en cierto modo innecesario (1933)
- Breve glosa del Libro de Buen Amor (1939)
- Poemas desde París (1942)
- XV fabulillas de animales, niños y espantos (1957)
- Catorce poemas burocráticos y un corrido reaccionario, para solaz y esparcimiento de las clases económicamente débiles (1963)

Novela
- Los banquetes (1932; 1944) 
  - Contenido: "Prólogo"; "Krishnamurti o de la redención"; "Corydon o de los amores"; "Chaplin o del heroísmo"; "Epílogo"
- El corsario beige (1940)

Periodismo y otros textos de no ficción
- Banqueta (1961) (columnas de prensa)
- Historia de lo  inmediato (1976) 
  - Contenido: "John Reed"; "La feria de abril"; "Aniversario"; "Miguel Othón Robledo, un poeta olvidado"; "Mister O'Connor"; "Anty-Corydon"; "Tauromaquia y religión"; "De Café y cafés"; "El canciller y las vikingas"; "Autominibiografía"
- Los diablos del petróleo (1986)
- Cuando éramos menos (1989)

Selecciones, recopilaciones, antologías
- Versos y poemas (1940)
- Antología (1948)
- Obras escogidas (1977)
- Poesía interdicta (1979) 
  - Contenido: Prometeo (1934); La Odisea (1940); Euclidiana (1968)
- Poesía y prosa de Renato Leduc (1979) 
  - Contenido: los seis libros de poesía y las dos novelas
- Renatogramas (1986) (Cuaderno de educación sindical n.º 18)
- Los banquetes / El corsario beige (1987)
- Poemas (casi) inéditos (1944) (Publicado por la revista Nexos en 1987)
- Antología poética (1991) 
  - Contenido: selección de los seis libros de poesía, lo publicado en 1987 en Nexos y cinco poemas inéditos
- Brindis a la vida: obras escogidas (1996)
- Obra literaria (2000)
- Algunos poemas deliberadamente románticos / Breve glosa al Libro del buen amor (2002)

## Libros sobre Renato Leduc
- Renato por Leduc: apuntes de una vida singular (1984) (Conversación con José Ramón Garmabella)
- Renato Leduc y sus amigos (1987) (Oralba Castillo Nájera)
- Así hablaba Renato Leduc (1992) (Ramón Pimentel Aguilar)
- Por siempre Leduc (1995) (José Ramón Garmabella)
- Soy un hombre de pluma y me llamo Renato (2013) (Fred Álvarez Palafox y Pepe Alcaraz, coords.)

## Premios
En 1977 fue galardonado con el Premio Nacional de Periodismo de México, de forma especial, en reconocimiento a su trayectoria, repitiendo el galardón en 1983 por sus comentarios publicados en el periódico Excélsior.